# Aneuretus simoni
Aneuretus simoni Emery, 1893 è una formica della sottofamiglia Aneuretinae, unica specie del genere Aneuretus. È anche l'unica specie vivente della sottofamiglia Aneuretinae.

## Descrizione

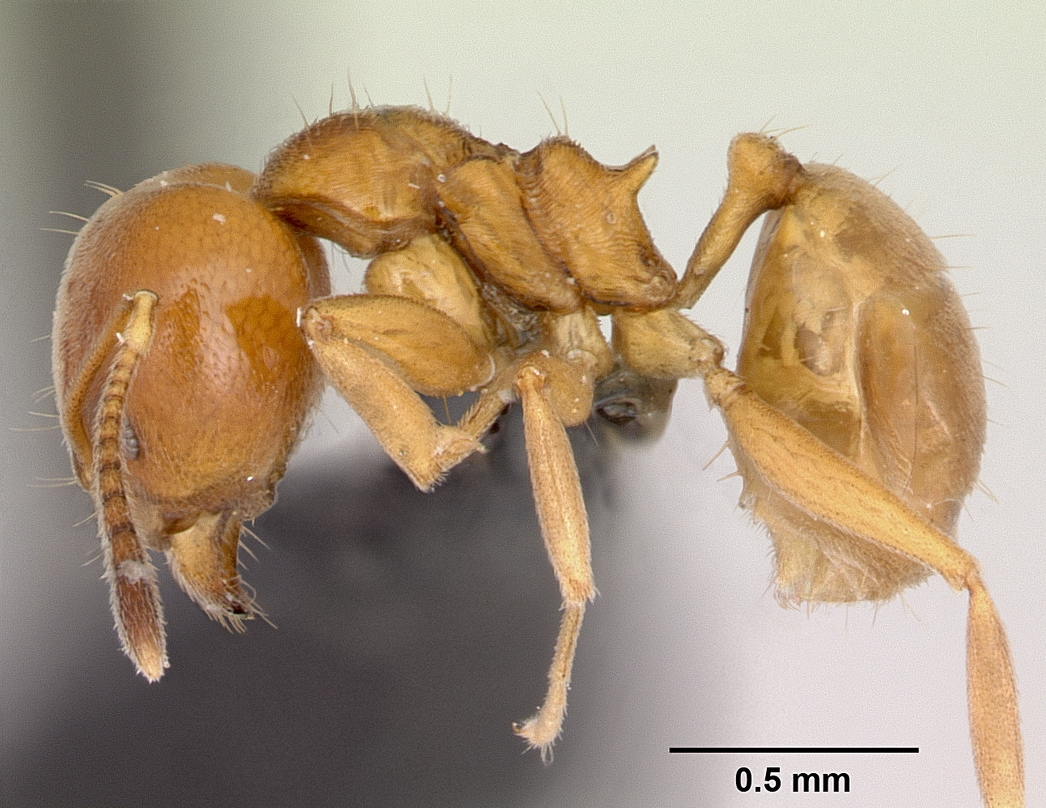
Visione laterale
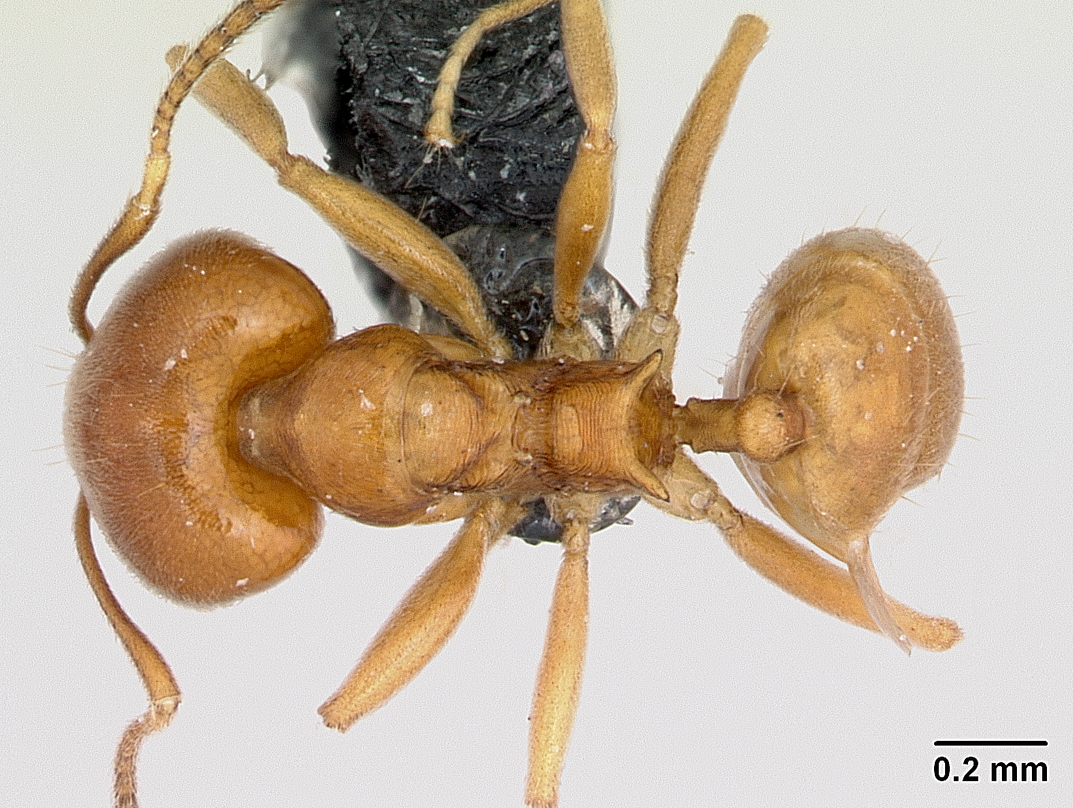
Visione dorsale
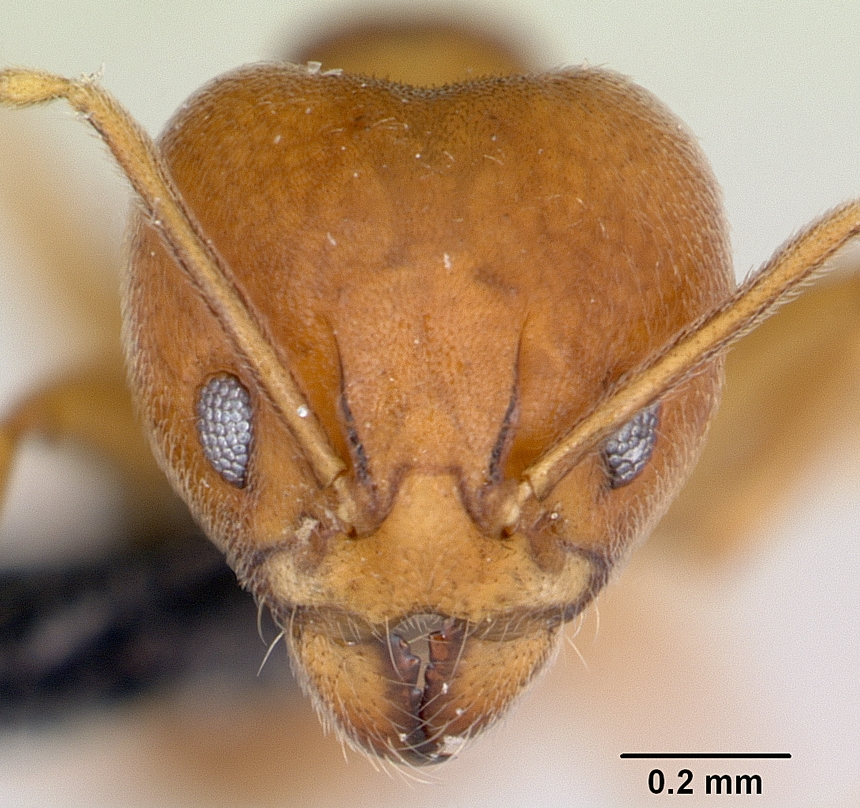
Testa

## Distribuzione e habitat
La specie è endemica dello Sri Lanka.